# Lugton
Lugton is een historisch merk van motorfietsen.
Lugton Motorcycles, Preston (1912-1914).
Engels merk dat een beperkte oplage motorfietsen met 498 cc JAP- en Precision-blokken bouwde.